# 中村貫之
中村 貫之（なかむら かんし、1888年（明治21年）10月17日 - 1983年（昭和58年）12月31日）は、大正から昭和期の銀行家、華族。男爵、貴族院議員。孫の橋本久美子は第82・83代内閣総理大臣橋本龍太郎の妻。政治家の橋本岳は曾孫。

## 経歴
陸軍軍人・中村雄次郎の二男として生まれる。学習院中等科から高等科で里見弴と親しく、共に回覧雑誌『麦』を刊行、『白樺』同人であった。1914年（大正3年）東京帝国大学法科大学経済学科を卒業。父の死去に伴い1928年（昭和3年）11月1日、家督を相続し男爵を襲爵した。
1914年（大正3年）、横浜正金銀行に入行する。カルカッタ支店副支配人、カラチ出張所副主任を経て蘭貢支店支配人、東京支店副支配人、ラングーン支店支配人、シアトル支店支配人、本店支配人などを歴任。清水産業社長も務めた。
1946年（昭和21年）5月11日、貴族院男爵議員に補欠選挙で当選し、公正会に所属し1947年（昭和22年）5月2日の貴族院廃止まで在任した。1983年（昭和58年）死去、享年95。

## 家族・親族
- 父：雄次郎（陸軍軍人）
- 母：九仁（岡山県、原田豊吉養子）[1]
- 弟：基一（官僚、妻・章は若宮貞夫三女）[1]
- 妻：八重子（男爵阪谷芳郎三女、妻・八重子が亡くなった後に義妹・章（若宮貞夫三女）と再婚）[1]
- 長女：妙子（久次の妻）[1]
- 婿養子：久次（実業家、子爵加納久朗二男）[1]